# Alpineskiën op de Olympische Winterspelen 2022
Alpineskiën was een van de sporten die beoefend werden tijdens de Olympische Winterspelen 2022 in Peking. De wedstrijden vonden plaats in het National Alpine Ski Centre in Yanqing nabij Peking.

## Wedstrijdschema
| Datum                 | Lokale tijd   | MET           | Mannen             | Vrouwen            |
| --------------------- | ------------- | ------------- | ------------------ | ------------------ |
| vrijdag 4 februari    | 20:00         | 13:00         | Openingsceremonie  | Openingsceremonie  |
| maandag 7 februari    | 12:00         | 05:00         | Afdaling           |                    |
| maandag 7 februari    | 10:15 / 13:45 | 03:15 / 06:45 |                    | Reuzenslalom       |
| dinsdag 8 februari    | 11:00         | 04:00         | Super G            |                    |
| woensdag 9 februari   | 10:15 / 13:45 | 03:15 / 06:45 |                    | Slalom             |
| donderdag 10 februari | 10:30 / 14:15 | 03:30 / 07:15 | Alpine combinatie  |                    |
| vrijdag 11 februari   | 11:00         | 04:00         |                    | Super G            |
| zondag 13 februari    | 10:15 / 13:45 | 03:15 / 06:45 | Reuzenslalom       |                    |
| dinsdag 15 februari   | 11:00         | 04:00         |                    | Afdaling           |
| woensdag 16 februari  | 10:15 / 13:45 | 03:15 / 06:45 | Slalom             |                    |
| donderdag 17 februari | 10:30 / 14:00 | 03:30 / 07:00 |                    | Alpine combinatie  |
| zaterdag 19 februari  | 11:00         | 04:00         | Landenwedstrijd    | Landenwedstrijd    |
| zondag 20 februari    | 20:00         | 13:00         | Sluitingsceremonie | Sluitingsceremonie |

## Medailles

### Mannen
| Onderdeel    | Goud                       | Goud    | Zilver                               | Zilver  | Brons                             | Brons   |
| ------------ | -------------------------- | ------- | ------------------------------------ | ------- | --------------------------------- | ------- |
| Combinatie   | Johannes Strolz Oostenrijk | 2.31,43 | Aleksander Aamodt Kilde Noorwegen    | 2.32,02 | James Crawford Canada             | 2.32,11 |
| Afdaling     | Beat Feuz Zwitserland      | 1.42,69 | Johan Clarey Frankrijk               | 1.42,79 | Matthias Mayer Oostenrijk         | 1.42,85 |
| Reuzenslalom | Marco Odermatt Zwitserland | 2.09,35 | Žan Kranjec Slovenië                 | 2.09,54 | Mathieu Faivre Frankrijk          | 2.10,69 |
| Slalom       | Clément Noël Frankrijk     | 1.44,09 | Johannes Strolz Oostenrijk           | 1.44,70 | Sebastian Foss Solevåg Noorwegen  | 1.44,79 |
| Super G      | Matthias Mayer Oostenrijk  | 1.19,94 | Ryan Cochran-Siegle Verenigde Staten | 1.19,98 | Aleksander Aamodt Kilde Noorwegen | 1.20,36 |

### Vrouwen
| Onderdeel    | Goud                         | Goud    | Zilver                           | Zilver  | Brons                        | Brons   |
| ------------ | ---------------------------- | ------- | -------------------------------- | ------- | ---------------------------- | ------- |
| Combinatie   | Michelle Gisin Zwitserland   | 2.25,67 | Wendy Holdener Zwitserland       | 2.26,72 | Federica Brignone Italië     | 2.27,52 |
| Afdaling     | Corinne Suter Zwitserland    | 1.31,87 | Sofia Goggia Italië              | 1.32,03 | Nadia Delago Italië          | 1.32,44 |
| Reuzenslalom | Sara Hector Zweden           | 1.55,69 | Federica Brignone Italië         | 1.55,97 | Lara Gut-Behrami Zwitserland | 1.56,41 |
| Slalom       | Petra Vlhová Slowakije       | 1.44,98 | Katharina Liensberger Oostenrijk | 1.45,06 | Wendy Holdener Zwitserland   | 1.45,10 |
| Super G      | Lara Gut-Behrami Zwitserland | 1.13,51 | Mirjam Puchner Oostenrijk        | 1.13,73 | Michelle Gisin Zwitserland   | 1.13,81 |

### Gemengd
| Onderdeel       | Goud | Goud | Zilver                                                                         | Zilver                                                                         | Brons | Brons |
| --------------- | --- | --- | ------------------------------------------------------------------------------ | ------------------------------------------------------------------------------ | --- | --- |
| Landenwedstrijd | Oostenrijk Katharina Huber Katharina Liensberger Katharina Truppe Stefan Brennsteiner Michael Matt Johannes Strolz | Oostenrijk Katharina Huber Katharina Liensberger Katharina Truppe Stefan Brennsteiner Michael Matt Johannes Strolz | Duitsland Emma Aicher Lena Dürr Julian Rauchfuß Alexander Schmid Linus Straßer | Duitsland Emma Aicher Lena Dürr Julian Rauchfuß Alexander Schmid Linus Straßer | Noorwegen Mina Fürst Holtmann Thea Louise Stjernesund Maria Therese Tviberg Timon Haugan Fabian Wilkens Solheim Rasmus Windingstad | Noorwegen Mina Fürst Holtmann Thea Louise Stjernesund Maria Therese Tviberg Timon Haugan Fabian Wilkens Solheim Rasmus Windingstad |

### Medaillespiegel
| Plaats | Land             | NOC    | Goud | Zilver | Brons | Totaal |
| ------ | ---------------- | ------ | ---- | ------ | ----- | ------ |
| 1      | Zwitserland      | SUI    | 5    | 1      | 3     | 9      |
| 2      | Oostenrijk       | AUT    | 3    | 3      | 1     | 7      |
| 3      | Frankrijk        | FRA    | 1    | 1      | 1     | 3      |
| 4      | Slowakije        | SVK    | 1    | 0      | 0     | 1      |
| 4      | Zweden           | SWE    | 1    | 0      | 0     | 1      |
| 6      | Italië           | ITA    | 0    | 2      | 2     | 4      |
| 7      | Noorwegen        | NOR    | 0    | 1      | 3     | 4      |
| 8      | Duitsland        | GER    | 0    | 1      | 0     | 1      |
| 8      | Slovenië         | SLO    | 0    | 1      | 0     | 1      |
| 8      | Verenigde Staten | USA    | 0    | 1      | 0     | 1      |
| 11     | Canada           | CAN    | 0    | 0      | 1     | 1      |
| Totaal | Totaal           | Totaal | 11   | 11     | 11    | 33     |